# Tolazoline
Tolazoline là một chất đối vận thụ thể α- adrenergic cạnh tranh không chọn lọc. Nó là một thuốc giãn mạch được sử dụng để điều trị co thắt các mạch máu ngoại biên (như trong acrocyanosis). Nó cũng đã được sử dụng (kết hợp với natri nitroprusside) thành công như một thuốc giải độc để đảo ngược tình trạng co mạch ngoại biên nghiêm trọng có thể xảy ra do dùng quá liều với một số thuốc chủ vận 5-HT2A như 25I-NBOMe,  DOB và Bromodragonfly (co mạch nghiêm trọng kéo dài có thể dẫn đến hoại thư nếu không được điều trị).
Tuy nhiên, nó được sử dụng phổ biến nhất trong y học thú y, để đảo ngược thuốc an thần do xylazine.